# Фынлинь
Фэнли́нь (кит. упр. 丰林, пиньинь Fēnglín) — уезд городского округа Ичунь провинции Хэйлунцзян (КНР).

## История
В первой половине XX века эти земли находились под юрисдикцией уезда Танъюань. В 1952 году был образован уезд Ичунь, и эти места вошли в его состав. 
В 1956 году в центральной части этих земель было образовано Хунциское лесничество. В декабре 1956 года в западной части этих земель был основан посёлок Уин.
В 1957 году уезд Ичунь был преобразован в городской округ. В западной части этих земель на месте посёлка Уин был при этом создан район Уин, а в восточной части было образовано Синьцинское лесничество.
В 1958 году Хунциское лесничество было переименовано в Хунсинское лесничество
В 1960 году район северная часть района Уин была выделена в отдельный район Усин (五星区), а Хунсинское и Синьцинское лесничества были преобразованы в районы Хунсин и Синьцин.
В 1962 году к району Синьцин был присоединён район Дунфэн, а район Хунсин был расформирован.
В 1963 году район Усин был вновь присоединён к району Уин.
В 1964 году был воссоздан район Хунсин, а из района Синьцин был вновь выделен район Дунфэн.
В 2019 году районы Уин, Хунсин и Синьцин были расформированы, а на их землях был создан уезд Фэнлинь.
1. ↑  国务院第七次全国人口普查领导小组办公室 中国人口普查分县资料—2020 (кит.) — 北京市: 中国统计出版社, 2022. — 983 с. — ISBN 978-7-5037-9772-9